# لی سوک هون (خواننده)
لی سوک هون (کره‌ای: 이석훈؛ زادهٔ ۲۱ فوریهٔ ۱۹۸۴) خواننده اهل کره جنوبی است. اوی یکی از اعضای گروه اس‌جی وانابی است.